# William Hawkins Abbott
William Hawkins Abbott (27 d'octubre de 1819 – 8 de gener de 1901) fou un productor notable de petroli que també va construir la primera refineria de petroli. Estava també compromès en una varietat d'altres activitats empresarials.
Abbott va néixer a Middlebury, Connecticut, i esdevingué un empleat en el magatzem general a Watertown, Connecticut, vers 1837 a 1844. Va entrar al negoci de mercaderies general el 1845, i es va casar amb Jane Wheeler el setembre d'aquell any mateix. Va continuar en el negoci mercantil, esdevenint interessat en el negoci de petroli més tard. Fou una de les primeres persones que es van dedicar al comerç del petroli, i va construir una refineria a Titusville, Pennsilvània el 1861 que fou la primera refineria de petroli. El 1862 va marxar a Titusville, i allà va establir el primer negoci de venda de carbó al detall. També va establir la primera canonada de petroli i va renovar el seu interès en la Union & Titusville Railroad Co, que va reobrir el 1871. També va ser el president del First National Bank de Titusville.